# I Feel Fine
«I Feel Fine» es una canción del grupo de rock británico The Beatles, escrita por John Lennon y acreditada a Lennon-McCartney. Fue lanzada en disco sencillo en 1964, siendo el octavo de la banda. 
Desplazó de las listas a la canción de los Rolling Stones «Little Red Rooster». El sencillo fue lanzado el 27 de noviembre de 1964 como cara A junto a «She's a Woman», escrita por Paul McCartney, como cara B. El riff de esta canción se convirtió en uno de los característicos de The Beatles junto a los posteriores de «Day Tripper», «Ticket to Ride», «And Your Bird Can Sing» y «Paperback Writer».

## Composición
John Lennon comenzó a escribir «I Feel Fine» mientras estaba grabando «Eight Days a Week». Se la considera como una de sus composiciones más optimistas. El riff inicial le fue inspirado por la canción de Bobby Parker «Watch Your Step». 
El feedback conseguido por Lennon al inicio de la canción ha pasado a la historia de la música como la primera vez en la que un grupo de rock utilizaba un acople del amplificador en la grabación. El sonido fue descubierto por casualidad por los Beatles, al inclinar Lennon una de las guitarras electroacústicas contra el amplificador, produciendo un sonido parecido al que acabó apareciendo en el disco. Posteriormente el sonido fue conseguido haciendo sonar la quinta cuerda al aire, y progresivamente subiendo el volumen de su amplificador Vox. El acople como recurso musical ha sido usado en vivo por músicos como Jimi Hendrix, The Kinks y The Who.

## En directo
«I Feel Fine» fue interpretada en vivo por el grupo de forma ininterrumpida desde diciembre de 1964 hasta sus últimas presentaciones en agosto de 1966. Se mantuvo en el repertorio hasta el concierto en Candlestick Park, San Francisco, el 29 de agosto de 1966, último de la historia del grupo, ya que ese año decidieron dejar de hacer giras musicales.
A pesar de constituir uno de los mayores éxitos de la banda de Liverpool, de los cuatro Beatles, después de que la banda se separase, solamente Paul McCartney la volvió a interpretar en directo. Lo hizo solamente en una ocasión, el 3 de abril de 2010, en un concierto-ensayo privado para fanes vip. Después de esa actuación, no la volvió a interpretar más.
En algunas presentaciones del año 1965, Lennon solía iniciar la canción tocando el riff inicial con una Gibson modelo J-160E, la misma con la que grabó el histórico acople, mientras George Harrison lo seguía con su Gretsch Tennessean.

## Personal
- John Lennon – voz principal y guitarra líder/rítmica (Gibson J-160e enchufada) pero también utiliza (Rickenbacker 325c64).
- Paul McCartney – bajo (Hofner 500/1 63") y armónica vocal.
- George Harrison – guitarra líder/rítmica (Gretsch Tennessean) y armonía vocal.
- Ringo Starr – batería (Ludwig Super Classic).

## Posición en las listas
| Año  | País           | Lista               | Posición | Semanas n.º 1 | Semanas en lista |
| ---- | -------------- | ------------------- | -------- | ------------- | ---------------- |
| 1964 | Reino Unido    | Record Retailer     | 1        | 5             | 13               |
| 1964 | Reino Unido    | New Musical Express | 1        | 6             |                  |
| 1964 | Reino Unido    | Melody Maker        | 1        | 6             | 13               |
| 1964 | Estados Unidos | Billboard Hot 100   | 1        | 3             | 11               |
| 1964 | Estados Unidos | Record World        | 1        | 2             |                  |
| 1964 | Estados Unidos | Cash Box            | 1        | 1 + 3         |                  |